# Blic (quotidien)
Blic est un quotidien serbe publié à Belgrade.

## Présentation
Blic est un tabloïd qui a été fondé en 1996 par des hommes d'affaires autrichiens ; il a paru pour la première fois le 16 septembre 1996. Depuis 2004, il appartient au groupe de presse suisse Ringier. Tiré à 120 000 exemplaires, il est un des quotidiens les plus lus de Serbie.
Fin 1996 et début 1997, il a été l'un des rares journaux à rendre compte des manifestations contre le régime de Slobodan Milošević. Devant les menaces et les intimidations dont il a été l'objet, il a dû renoncer à rendre compte des protestations contre le régime. En revanche, quelques journalistes de Blic, proches de l'opposition, ont du coup quitté le journal pour créer leur propre organe de presse, Glas javnosti, qui existe encore aujourd'hui.
Depuis sa fondation le journal est d'orientation populaire et pro-occidentale, Blic a créé plusieurs autres publications : Blic-Europa (jusqu'au 31 mai 2006), Blic Zena, Blic Puls, Euro Blic (pour la Republika Srpska) ainsi que des suppléments à son édition principale.